# Kamures Kadın
Kamures Kadın, död 1921, var den första av fem hustrur till den osmanska sultanen Mehmet V (regent 1909–1918). 

## Biografi
Kamures Kadıns ursprung är obekräftat, vilket var normalt för en förslavad person, vilket då ännu var den normala bakgrunden för sultanens gemåler, men hon förmodas ha varit cirkasser, vilket under 1800-talet hade blivit den vanligaste bakgrunden för haremskvinnor som kom till hovet genom slavhandeln på Svarta havet. Hon gavs till det kejserliga osmanska haremet som slav under sin barndom, vilket var det traditionella för blivande sultangemåler, och utbildades i haremet. Hon beskrivs som bildad, med ett intresse för historia och en god pianist.
Kamures Kadın gifte sig med Mehmet V år 1872.

### Mehmet V:s regeringstid
Maken besteg tronen 1909, och hon fick titeln senior-kadin (första-hustru). 
Kamures Kadın kom på sin makes önskan att spela en roll mer lik västerländska drottningar än sina företrädare. Där ingick att ta emot utländska statsgäster. År 1914 mötte hon Sultan Jahan Begum av Bhopal. Vid det österrikiska kejsarparets statsbesök år 1918 tog hon emot kejsarinnan, Zita av Bourbon-Parma, i det kungliga haremet. År 1918 blev hon också den första osmanska sultanhustru som tilläts bryta könssegregationen genom att ta emot en manlig gäst, då hon på sultanens önskan närvarade vid besöket av kung Boris III av Bulgarien, och då presenterades som "drottning av Osmanska riket" (en titel som inte fanns) och spelade en västerländsk representationsroll.
Under första världskriget var hon verksam inom sjukvården. När föreningen Hilal-i Ahmer center for kvinnor grundades 1912 blev hon dess hedersordförande: föreningen utbildade sjuksköterskor, som sedan mottog sitt certifikat av henne. Hon blev 1912 den första kvinna som mottog guldmedaljen Osmanlı Hilal-i Ahmer Madalyası, och därmed också den första muslimska kvinna att motta en guldmedalj.
Kamures Kadın blev änka 1918. Hon avled 1921, tre år före den osmanska monarkins avskaffande.